# Marit Økern Jensen

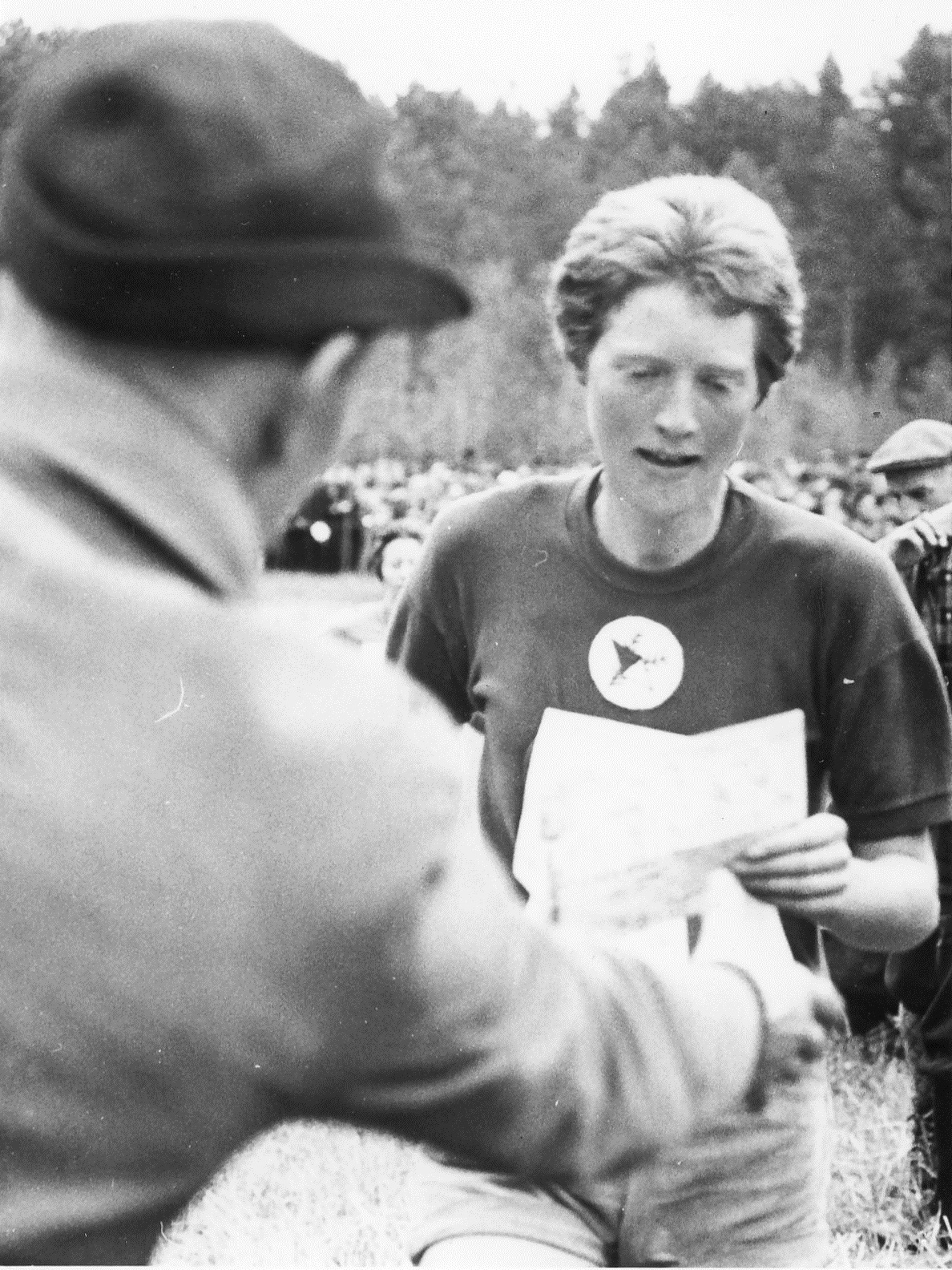
Marit Økern år 1962.

Marit Økern Jensen, född Marit Økern den 4 april 1938, är en tidigare norsk orienterare. Hon tog individuellt EM-silver 1962. Hon blev nordisk mästarinna i stafett 1963 och 1965.